# It Was a Good Day
It Was a Good Day -En español: «Fue un buen día»-, también conocida como «Today Was a Good Day», es una canción del rapero gangsta estadounidense Ice Cube.
Esta es posiblemente la canción más conocida y el mayor éxito de Ice Cube en solitario, tanto crítica como socialmente. Fue lanzada como sencillo oficialmente en febrero de 1993. La canción trata sobre cómo Ice Cube tiene un buen día en South Central, Los Ángeles. En marzo de 1993 se lanzó un videoclip, dirigido por F. Gary Gray.
Es el segundo sencillo de su tercer álbum de estudio en solitario, The Predator, después de «Wicked». Alcanzó una gran recepción social en Estados Unidos, transformándose en una de sus canciones más exitosas en ese país. En varias ocasiones ha sido escogida como una de las mejores canciones de rap por varias emisoras musicales, como en el canal VH1. Se han realizado numerosos relanzamientos y versiones, demostrando el legado que ha dejado en el mundo musical.

## Contexto
Ice Cube originalmente grabó una versión casera en su estudio personal, terminando la del álbum The Predator el año 1992, en los estudios de Echo Sound en Los Ángeles, siendo una de las primeras canciones pensadas para incluir en el álbum. Inicialmente, Ice Cube solo incluyó un sample de la canción de The Isley Brothers «Footsteps in the Dark» y la del grupo de The Moments, «Come on Sexy Mama». DJ Pooh con la ayuda de DJ Muggs (de Cypress Hill) intentaron mejorar la producción, incluyendo bajo y voz de acompañamiento. En la revista Vibe, DJ Pooh describió a la producción como un «suavizado» de su recurrente estilo.
Ice Cube comentó que el concepto de la canción era el siguiente: 

«La inspiración fue mi vida en ese momento... Yo estaba en lo alto de la música rap. Era el verano del 92 y estaba en la habitación de un hotel en un estado de completa euforia. Tenía todo el dinero que había soñado. Estaba en un buen estado mental, y recuerdo haber pensado: Bueno, ha habido disturbios, la gente sabe que me ocuparé de eso. -refiriéndose a sus constantes críticas a los disturbios de Los Ángeles en 1992- Pero todo esto del gangsta rap... ¿Qué pasó con todos los buenos días que tuve?».

## Letra

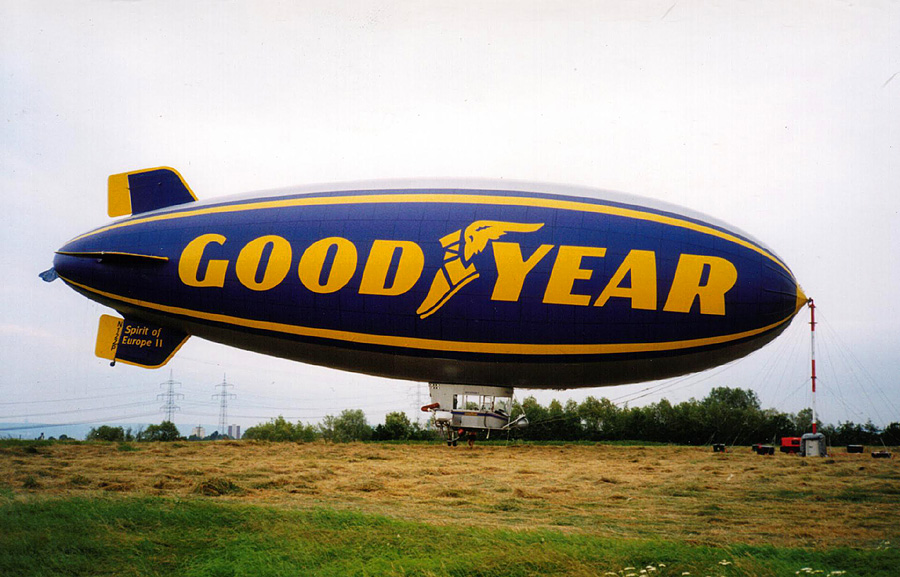
El popular dirigible de Goodyear, nombrado en la canción.

El videoclip de la canción y la letra en sí cuentan cómo Ice Cube tiene un buen día en South Central, Los Ángeles (su ciudad natal), fuera de la delincuencia y males que rodean el ambiente diario. A lo largo de la canción, Ice Cube nombra varios de sus pasatiempos: jugar al baloncesto, tener relaciones sexuales, fumar marihuana, emborracharse, ir a la casa de su amigo Short Dog a ver el programa Yo! MTV Raps, vencer a sus amigos en webos y dominó, comprar comida rápida a las 2:00 de la madrugada, y recorrer las calles de South Central por la noche, donde observa el dirigible de Goodyear, lo que le recuerda que «Ice Cube's Pimp» («Ice Cube es un chulo»). En el último verso dice «Today I didn't even have to use my AK» («Hoy no tuve ni siquiera que usar mi AK»), lo que fue homenajeado por la página web humorística Big Damn Funny.

## Rendimiento en las radios
Al igual que su álbum The Predator, que llegó al número 1 en el Billboard 200, la canción tuvo un gran rendimiento en los Estados Unidos, convirtiéndose en una de las mejor calificadas de Ice Cube hasta la fecha. Alcanzó el número 15 en el Billboard Hot 100, el número 7 en el Hot R&B/Hip-Hop Singles & Tracks, el número 1 en el Hot Rap Singles y el número 13 en el Rhythmic Top 40. Esta se convirtió en la primera canción de Ice Cube en figurar en las listas musicales del Reino Unido, donde alcanzó su máxima posición en el puesto 27. Se vendieron más de 500.000 unidades del sencillo a nivel mundial, recibiendo el disco de oro por la RIAA el 1 de junio de 1993.

## Recepción crítica y reconocimientos
En general, la canción recibió críticas muy positivas. El escritor de la revista Blender Michael Odel dijo que le hacía sentir «vibraciones relajadas, de buen rollo». El periodista de Allmusic Jason Birchmeier dijo que «es el momento más relajante [del disco], emite una sensación escondida en la ansiedad de la violencia» -refiriéndose a la recurrente violencia del álbum The Predator- «Es un momento realmente hermoso, un punto culminante para asegurar su carrera». La revista Entertainment Weekly dijo que era «en una parte melancólica, y en otra, cambió su típico estilo arrogante, lo que le dio un gran éxito; ese es el estilo de South Central».
Alcanzó el puesto 77 en la lista de las cien mejores canciones de los 90 según VH1. También alcanzó el puesto 81 en la lista de las cien mejores canciones de rap según About.com. En 2008 volvió a un ranking, ocupando el número 28 dentro de las cien mejores canciones de hip hop elegidas por VH1.

## Videoclip
El videoclip fue dirigido por F. Gary Gray y grabado en South Central, Los Ángeles, ciudad donde tiene lugar la canción. Fue el primer video musical en ser emitido el mes de marzo de 1993. Cada escena representa a la letra correspondiente. Al final del video, la policía aparece alrededor de la casa de Ice Cube con el fin de arrestarlo. A continuación aparece «To Be Continued» (continuará), promocionando su siguiente video musical «Check Yo Self», lanzado en agosto del mismo año. La camisa que lleva Ice Cube en el vídeo es la misma que vuelve a usar en la película de 1995 Friday, protagonizada por él mismo.

## Relanzamientos y versiones
La canción ha sido relanzada en varias ocasiones; en el videojuego Grand Theft Auto: San Andreas en 2004, en la emisora ficticia de West Coast hip hop Radio Los Santos (además de que la calle "Grove Street" está basada en el escenario del video musical); en los álbumes Bootlegs & B-Sides y The N. W. A Legacy, Vol. 1: 1988–1998, donde aparece un remix sampleando «Let's Do It Again!» de The Staple Singers; y en su primer álbum recopilatorio Greatest Hits. Varios artistas han versionado la canción, incluyendo una rapcore de la banda de punk rock H2O, y un freestyle del rapero neoyorquino Jae Millz, quien utilizó la base en «Today Was a Good Day».

## Lista de canciones
Sencillo promocional
1. «It Was a Good Day» (versión del álbum)
2. «It Was A Good Day» (instrumental)

Sencillo en 12"
1. «It Was a Good Day» (versión del álbum)
2. «We Had To Tear This Dirty Motha Up»

Sencillo del Reino Unido
1. «It Was a Good Day» (edición radial)
2. «It Was a Good Day» (instrumental)

Versión explícita
1. «It Was a Good Day» (explícita)

## Posición en las listas musicales
| Lista (1993)                           | Mejor posición |
| -------------------------------------- | -------------- |
| UK Singles Chart                       | 27             |
| U.S. Billboard Hot 100                 | 15             |
| U.S. Billboard Hot Rap Singles         | 1              |
| U.S. Billboard Hot R&B/Hip-Hop Singles | 7              |
| U.S. Billboard Rhythmic Top 40         | 13             |